# Asuka, Nara
Asuka (明日香村 Asuka-mura?) este un sat în Japonia, în prefectura Nara, sectorul Takaichi.